# روي بيتر لينك
روي بيتر لينك (بالألمانية: Roy Peter Link) (و. 1982  م) هو ممثل ألماني، ولد في آهاوس.

## وصلات خارجية
- روي بيتر لينك على موقع IMDb (الإنجليزية)
- روي بيتر لينك على موقع ألو سيني (الفرنسية)
- روي بيتر لينك على موقع قاعدة بيانات الفيلم (الإنجليزية)
- روي بيتر لينك على موقع كينوبويسك (الروسية)

- روي بيتر لينك في قاعدة بيانات الأفلام على الإنترنت